# Practical Cats
Practical Cats, An Entertainment for speaker and orchestra (Amusement voor spreekstem en orkest) is een compositie van de Brit Alan Rawsthorne. Het is gebaseerd op een aantal versjes van T.S. Eliot uit Old Possum's Book of Practical Cats uit 1939. Het is gecomponeerd voor het Edinburgh Festival van 1954 als een soort Peter en de wolf. Net als Peter en de wolf is het een muziekstuk speciaal geschreven voor kinderen, waar volwassene ook van genieten. In tegenstelling tot het werk van Sergej Prokofjev is de partij voor de spreekstem onderdeel van de compositie; hij moet zich soms haasten om zijn tekst af te krijgen, terwijl op andere momenten hij heel rustig aan kan doen, net zoals in een echt kattenleven.
Later zou Andrew Lloyd Webber delen van hetzelfde boek gebruiken in zijn musical Cats.

## Compositie
De compositie bestaat uit:

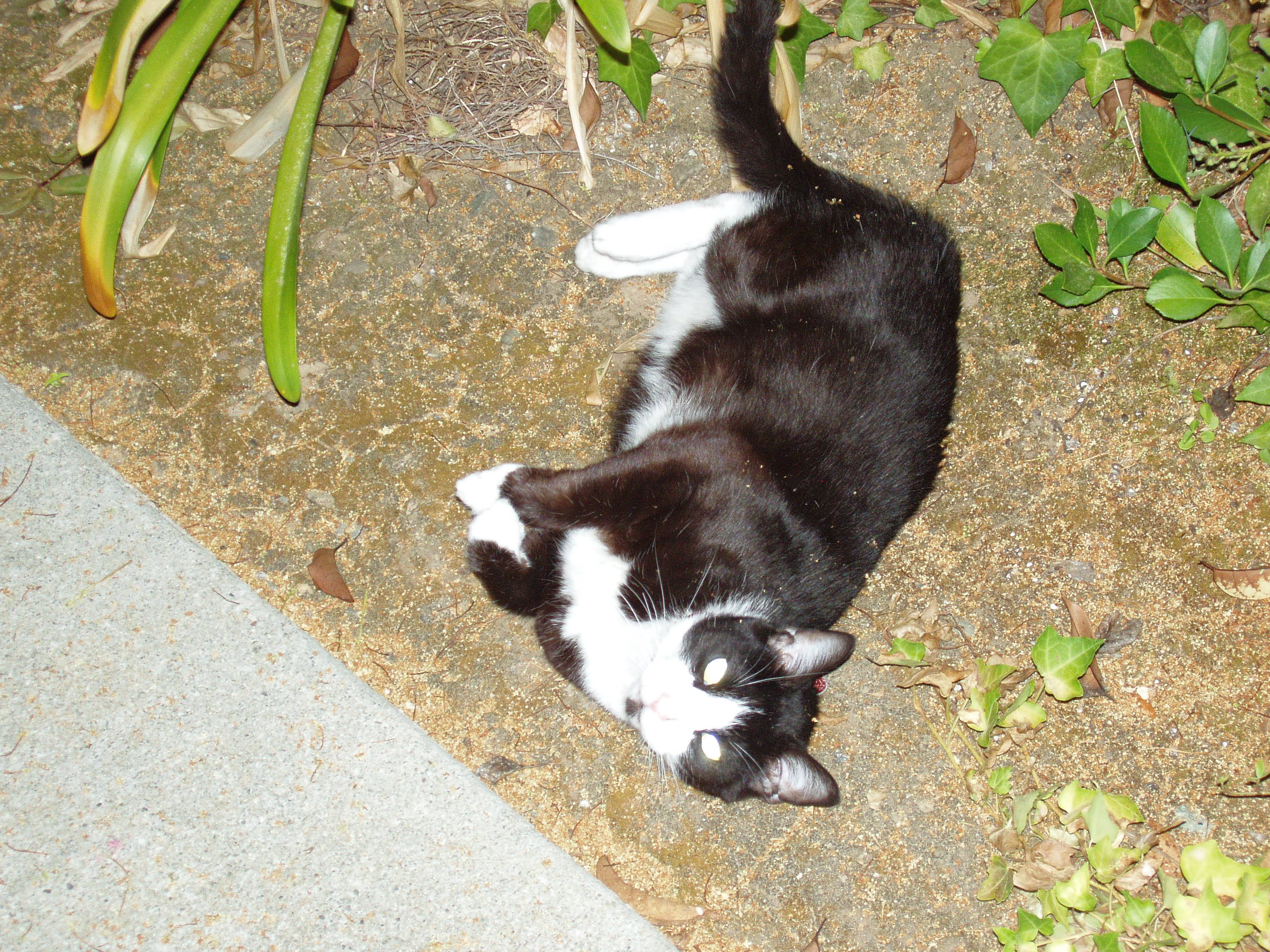
Jellicles Cat?

1. Ouverture (Presto); waarin men kennismaakt met de thema’s van de volgende delen;
2. The Naming of Cats (allegretto); een precies werkje, want een naam uitzoeken voor een kat moet zeer zorgvuldig gebeuren, anders luisteren ze niet;
3. The Old Gumbie Cat (allegretto); de aanhankelijke kat;
4. Gus: The Theatre Cat (allegro moderato); een statige wat oudere opschepperige kat, die herinneringen ophaalt aan zijn avonturen;
5. Bustopher Jones; The Cat about Town (andante pomposo); een gezette kat, die laat zien wie de baas is (in dit deel wordt tweemaal het thema van Land of Hope and Glory ingezet);
6. Old Deuteronomy (andante teneramente); de kat die weet dat hij bezig is aan zijn negende en laatste leven en dus vooral rustig aandoet en meer slaapt dan wat dan ook;
7. The Song of the Jellicies (molto vivace); een fictief kattenras, dat overdag ligt te slapen en pas ’s nachts actief wordt (zie Jellicles Cats).

## Bron en Discografie
- Uitgave Dutton Epoch: Royal Liverpool Philharmonic Orchestra o.l.v. David Lloyd-Jones; spreekstem Simon Callow.